# 영서동
영서동(榮西洞)은 대한민국 충청북도 제천시의 행정동이다. 제천시청은 천남동에 있다.

## 개요
영서동은 도.농 복합동이며 철도 관계기관의 집중으로 철도 종사자 집단거주 지역이다. 상가 및 주거 혼합지역으로 영세 규모의 상인들이 상업에 종사하고 있다. 국도 제5호선, 국도 제38호선의 분기점이며 제천 도심으로 진입하는 관문이다.

## 법정동
- 서부동(西部洞)
- 신동(新洞)
- 영천동(榮川洞)
- 천남동(泉南洞)

## 교육
- 남당초등학교
- 동명초등학교
- 제천중학교
- 제천여자고등학교

## 아파트
| 단지명                 | 건설사       | 시행사       | 주소               | 입주        | 비고 |
| ---------------------- | ------------ | ------------ | ------------------ | ----------- | ---- |
| 제천 코아루            | 엘에스건설㈜ | 한국토지신탁 | 원뜰로 14 (천남동) | 2005년 12월 |      |
| 제천 강저리슈빌 아파트 |              |              |                    |             |      |